# Virgilio Mendoza Amezcua
Virgilio Mendoza Amezcua (Armería, Colima; 21 de enero de 1972) es un político mexicano, miembro del Partido Verde Ecologista, que fue dos veces Presidente Municipal de Manzanillo. Ha militado en el PAN y en el PVEM.

## Biografía
Originario de Armería, Colima, es uno de los dos hijos de Mario Mendoza Lomelí y de su esposa Alicia Amezcua Rincón. En 1993 tuvo su primer cargo importante dentro del servicio público como subgerente de la tienda del ISSSTE 223 en Colima, en 1996 fue designado Coordinador Administrativo de la Delegación de la Reforma Agraria en Colima, ese mismo año fue nombrado Secretario Particular del Delegado del ISSSTE en Jalisco.
En 1998 fue nombrado subdelegado de administración del ISSSTE en Jalisco y en 1999 fue nombrado gerente en la tienda del ISSSTE en la ciudad de Lagos de Moreno. Fue director de Atención Ciudadana del Ayuntamiento de Manzanillo durante la presidencia de Rogelio Rueda Sánchez (2000-2003), simultáneamente desempeñándose desde 2001 como secretario particular del mismo alcalde. Durante la primera presidencia de Nabor Ochoa López (2003-2006), desempeñó el cargo de director general de Desarrollo Social del Ayuntamiento. 
Estaba casado con Larissa Acevedo Torres, con quien tiene un hijo.
En 2006 ganó las elecciones para Presidente de Manzanillo, cargo el cual ostentó hasta que acabó su periodo en 2009.
Para 2012 volvería a buscar la Presidencia del Municipio de Manzanillo, elección en la que resultó ganador.
En 2015 lograría llegar a la Diputación Federal por la vía plurinominal con el Partido Verde Ecologista de México, dicha elección fue ganada a raíz de la coalición Partido Revolucionario Institucional , Partido Verde y Nueva Alianza.
Para 2018 volvería a las boletas electorales, para buscar por tercera ocasión la Presidencia de Manzanillo, elección que perdería contra la candidata de la coalición Juntos Haremos Historia la Sra Griselda Martínez Martínez. De este modo Virgilio Mendoza Amezcua tomaría protesta como Regidor del Cabildo del Ayuntamiento de Manzanillo.

## Presidencia (2006-2009)

### Seguridad Pública
Durante su administración se capacitó a la policía preventiva y se le dotó de mejores herramientas de trabajo. Además:
- Se les incrementó un 16% de salario a los policías.
- Se arrestaron 6,146 presuntos delincuentes.
- Se implementó el programa “Policías Educando en Sociedad”, donde los policías daban pláticas para transmitir el mensaje de vivir en una sociedad con valores, con el objeto de prevenir la delincuencia y la drogadicción. Durante el trienio se impartieron 2,500 horas de talleres y pláticas.

### Desarrollo Social
Durante el trienio de Mendoza se apoyaron a las familias de escasos recursos, a las madres solteras y a las personas con discapacidades o con necesidades especiales.
- Se entregaron 45,000 despensas.
- Se destinaron 20 millones de pesos en apoyos.
- Se beneficiaron 3,800 familias.
- 6000 peticiones fueron recibidas y se atendió el 75% de ellas.

### Obras públicas
- Se construyeron 162 km de caminos en zonas rurales.
- Se pavimentaron 330,000 m² de calles y avenidas.

En participación con el Gobierno Federal, se invirtió en el encauzamiento del Arroyo Santiago:
- 10 millones de pesos.
- Se beneficiaron 16,300 habitantes.

En coordinación con la Comisión de Agua Potable, Drenaje y Alcantarillado de Manzanillo (CAPDAM), se rehabilitó la red de agua potable y drenaje sanitario de Manzanillo.
- 17,600 m fueron rehabilitados.
- 21 millones de metros cúbicos fueron suministrados.
- Se empleó el concreto hidráulico en muchas de las obras.

### Juventud
Creó el Instituto Municipal de La Juventud Manzanillense.
La administración de Mendoza aportó importantes recursos para respaldar la educación y el mejoramiento de espacios deportivos para los manzanillenses.
- Se entregaron 13,700 becas a niños y jóvenes.
- Se construyeron 10 nuevas canchas de usos múltiples en colonias.
- Se invirtieron más de 20 millones de pesos en centros de recreación para los jóvenes.
- Se apoyaron 50 planteles educativos con el programa “Escuela de Calidad”.

### Inversión
Durante su trienio, muchos empresarios invirtieron en Manzanillo. Durante su presidencia se estableció Wal Mart, Starbucks, KFC, y Cinépolis en el puerto de Manzanillo. 
Servicios públicos
- Se destinaron 4 millones de pesos en rehabilitación de áreas verdes.
- 5 millones de pesos en luminarias.
- Se beneficiaron las avenidas Paseo de las Garzas, Boulevard Costero Miguel de la Madrid y el Crucero Las Hadas.
- Se modernizó la red de semáforos.

## Trayectoria Política
Subdelegado de Administración en la Delegación en Jalisco en el Instituto de Seguridad y Servicios Sociales de los Trabajadores al Servicio del Estado ISSSTE 1998.
Director de Atención Ciudadana en el Ayuntamiento de Manzanillo 2000-2001.
Secretario Particular del Presidente Municipal en el Ayuntamiento de Manzanillo 2001.
Director general de Desarrollo Social en el Ayuntamiento de Manzanillo 2003-2006.
Presidente municipal de Manzanillo 2006-2009.
Candidato a diputado federal por el PAN 2009.
Presidente municipal de Manzanillo 2012-2015.
Diputado federal plurinominal por el Partido Verde 2015-2018.
Candidato a la presidencia del municipio de Manzanillo 2018.
Regidor del Ayuntamiento de Manzanillo 2018-2021.